# Corydalis aeditua
Corydalis aeditua är en vallmoväxtart som beskrevs av Lidén och Z. Y. Su. Corydalis aeditua ingår i släktet nunneörter, och familjen vallmoväxter. Inga underarter finns listade i Catalogue of Life.